# Xyris connosepala
Xyris connosepala är en gräsväxtart som beskrevs av Joseph Lanjouw och Jan Christiaan Lindeman. Xyris connosepala ingår i släktet Xyris och familjen Xyridaceae. Inga underarter finns listade i Catalogue of Life.